# Llista d'asteroides/138601-138700
| Nom      | Designació provisional | Data de descobriment   | Lloc de descobriment | Descobridor/s  |
| -------- | ---------------------- | ---------------------- | -------------------- | -------------- |
| 138601 - | 2000 QK175             | 31 d'agost de 2000     | Socorro              | LINEAR         |
| 138602 - | 2000 QY176             | 31 d'agost de 2000     | Socorro              | LINEAR         |
| 138603 - | 2000 QG177             | 31 d'agost de 2000     | Socorro              | LINEAR         |
| 138604 - | 2000 QO177             | 31 d'agost de 2000     | Socorro              | LINEAR         |
| 138605 - | 2000 QW177             | 31 d'agost de 2000     | Socorro              | LINEAR         |
| 138606 - | 2000 QR179             | 31 d'agost de 2000     | Socorro              | LINEAR         |
| 138607 - | 2000 QF184             | 26 d'agost de 2000     | Socorro              | LINEAR         |
| 138608 - | 2000 QX184             | 26 d'agost de 2000     | Socorro              | LINEAR         |
| 138609 - | 2000 QH188             | 26 d'agost de 2000     | Socorro              | LINEAR         |
| 138610 - | 2000 QY188             | 26 d'agost de 2000     | Socorro              | LINEAR         |
| 138611 - | 2000 QJ189             | 26 d'agost de 2000     | Socorro              | LINEAR         |
| 138612 - | 2000 QM194             | 31 d'agost de 2000     | Socorro              | LINEAR         |
| 138613 - | 2000 QV196             | 29 d'agost de 2000     | Socorro              | LINEAR         |
| 138614 - | 2000 QO197             | 29 d'agost de 2000     | Socorro              | LINEAR         |
| 138615 - | 2000 QY197             | 29 d'agost de 2000     | Socorro              | LINEAR         |
| 138616 - | 2000 QZ204             | 31 d'agost de 2000     | Socorro              | LINEAR         |
| 138617 - | 2000 QP205             | 31 d'agost de 2000     | Socorro              | LINEAR         |
| 138618 - | 2000 QZ209             | 31 d'agost de 2000     | Socorro              | LINEAR         |
| 138619 - | 2000 QL211             | 31 d'agost de 2000     | Socorro              | LINEAR         |
| 138620 - | 2000 QD220             | 21 d'agost de 2000     | Anderson Mesa        | LONEOS         |
| 138621 - | 2000 QQ221             | 21 d'agost de 2000     | Anderson Mesa        | LONEOS         |
| 138622 - | 2000 QU221             | 21 d'agost de 2000     | Anderson Mesa        | LONEOS         |
| 138623 - | 2000 QQ225             | 29 d'agost de 2000     | Socorro              | LINEAR         |
| 138624 - | 2000 QX226             | 31 d'agost de 2000     | Socorro              | LINEAR         |
| 138625 - | 2000 QL244             | 24 d'agost de 2000     | Socorro              | LINEAR         |
| 138626 - | 2000 QM248             | 28 d'agost de 2000     | Cerro Tololo         | M. W. Buie     |
| 138627 - | 2000 QK250             | 20 d'agost de 2000     | Anderson Mesa        | LONEOS         |
| 138628 - | 2000 QM251             | 25 d'agost de 2000     | Cerro Tololo         | M. W. Buie     |
| 138629 - | 2000 RR                | Socorro                | LINEAR               |                |
| 138630 - | 2000 RU                | 1 de setembre de 2000  | Socorro              | LINEAR         |
| 138631 - | 2000 RE8               | 1 de setembre de 2000  | Socorro              | LINEAR         |
| 138632 - | 2000 RS14              | 1 de setembre de 2000  | Socorro              | LINEAR         |
| 138633 - | 2000 RD15              | 1 de setembre de 2000  | Socorro              | LINEAR         |
| 138634 - | 2000 RW15              | 1 de setembre de 2000  | Socorro              | LINEAR         |
| 138635 - | 2000 RP17              | 1 de setembre de 2000  | Socorro              | LINEAR         |
| 138636 - | 2000 RJ18              | 1 de setembre de 2000  | Socorro              | LINEAR         |
| 138637 - | 2000 RN20              | 1 de setembre de 2000  | Socorro              | LINEAR         |
| 138638 - | 2000 RF24              | 1 de setembre de 2000  | Socorro              | LINEAR         |
| 138639 - | 2000 RH24              | 1 de setembre de 2000  | Socorro              | LINEAR         |
| 138640 - | 2000 RO26              | 1 de setembre de 2000  | Socorro              | LINEAR         |
| 138641 - | 2000 RH27              | 1 de setembre de 2000  | Socorro              | LINEAR         |
| 138642 - | 2000 RV27              | 1 de setembre de 2000  | Socorro              | LINEAR         |
| 138643 - | 2000 RH29              | 1 de setembre de 2000  | Socorro              | LINEAR         |
| 138644 - | 2000 RQ30              | 1 de setembre de 2000  | Socorro              | LINEAR         |
| 138645 - | 2000 RQ31              | 1 de setembre de 2000  | Socorro              | LINEAR         |
| 138646 - | 2000 RK34              | 1 de setembre de 2000  | Socorro              | LINEAR         |
| 138647 - | 2000 RK39              | 1 de setembre de 2000  | Socorro              | LINEAR         |
| 138648 - | 2000 RL39              | 1 de setembre de 2000  | Socorro              | LINEAR         |
| 138649 - | 2000 RZ39              | 3 de setembre de 2000  | Socorro              | LINEAR         |
| 138650 - | 2000 RY53              | 1 de setembre de 2000  | Socorro              | LINEAR         |
| 138651 - | 2000 RQ59              | 7 de setembre de 2000  | Kitt Peak            | Spacewatch     |
| 138652 - | 2000 RR63              | 3 de setembre de 2000  | Socorro              | LINEAR         |
| 138653 - | 2000 RT76              | 4 de setembre de 2000  | Socorro              | LINEAR         |
| 138654 - | 2000 RP77              | 8 de setembre de 2000  | Ondřejov             | L. Šarounová   |
| 138655 - | 2000 RG81              | 1 de setembre de 2000  | Socorro              | LINEAR         |
| 138656 - | 2000 RQ81              | 1 de setembre de 2000  | Socorro              | LINEAR         |
| 138657 - | 2000 RU81              | 1 de setembre de 2000  | Socorro              | LINEAR         |
| 138658 - | 2000 RA84              | 2 de setembre de 2000  | Socorro              | LINEAR         |
| 138659 - | 2000 RQ88              | 3 de setembre de 2000  | Socorro              | LINEAR         |
| 138660 - | 2000 RR88              | 3 de setembre de 2000  | Socorro              | LINEAR         |
| 138661 - | 2000 RH89              | 3 de setembre de 2000  | Socorro              | LINEAR         |
| 138662 - | 2000 RV89              | 3 de setembre de 2000  | Socorro              | LINEAR         |
| 138663 - | 2000 RE91              | 3 de setembre de 2000  | Socorro              | LINEAR         |
| 138664 - | 2000 RK93              | 4 de setembre de 2000  | Anderson Mesa        | LONEOS         |
| 138665 - | 2000 RE96              | 4 de setembre de 2000  | Haleakala            | NEAT           |
| 138666 - | 2000 RX96              | 5 de setembre de 2000  | Anderson Mesa        | LONEOS         |
| 138667 - | 2000 RZ99              | 5 de setembre de 2000  | Anderson Mesa        | LONEOS         |
| 138668 - | 2000 RB103             | 5 de setembre de 2000  | Anderson Mesa        | LONEOS         |
| 138669 - | 2000 RJ104             | 6 de setembre de 2000  | Socorro              | LINEAR         |
| 138670 - | 2000 RH106             | 3 de setembre de 2000  | Socorro              | LINEAR         |
| 138671 - | 2000 SY3               | 20 de setembre de 2000 | Socorro              | LINEAR         |
| 138672 - | 2000 SL4               | 22 de setembre de 2000 | Kitt Peak            | Spacewatch     |
| 138673 - | 2000 SH6               | 20 de setembre de 2000 | Socorro              | LINEAR         |
| 138674 - | 2000 SJ6               | 20 de setembre de 2000 | Socorro              | LINEAR         |
| 138675 - | 2000 SU8               | 23 de setembre de 2000 | Prescott             | P. G. Comba    |
| 138676 - | 2000 SZ15              | 23 de setembre de 2000 | Socorro              | LINEAR         |
| 138677 - | 2000 SU16              | 23 de setembre de 2000 | Socorro              | LINEAR         |
| 138678 - | 2000 SS23              | 26 de setembre de 2000 | Desert Beaver        | W. K. Y. Yeung |
| 138679 - | 2000 SD30              | 24 de setembre de 2000 | Socorro              | LINEAR         |
| 138680 - | 2000 SN31              | 24 de setembre de 2000 | Socorro              | LINEAR         |
| 138681 - | 2000 SX32              | 24 de setembre de 2000 | Socorro              | LINEAR         |
| 138682 - | 2000 SJ34              | 24 de setembre de 2000 | Socorro              | LINEAR         |
| 138683 - | 2000 SS35              | 24 de setembre de 2000 | Socorro              | LINEAR         |
| 138684 - | 2000 SS40              | 24 de setembre de 2000 | Socorro              | LINEAR         |
| 138685 - | 2000 SM45              | 22 de setembre de 2000 | Socorro              | LINEAR         |
| 138686 - | 2000 SK50              | 23 de setembre de 2000 | Socorro              | LINEAR         |
| 138687 - | 2000 SJ51              | 23 de setembre de 2000 | Socorro              | LINEAR         |
| 138688 - | 2000 SE53              | 24 de setembre de 2000 | Socorro              | LINEAR         |
| 138689 - | 2000 SW55              | 24 de setembre de 2000 | Socorro              | LINEAR         |
| 138690 - | 2000 SY56              | 24 de setembre de 2000 | Socorro              | LINEAR         |
| 138691 - | 2000 SP57              | 24 de setembre de 2000 | Socorro              | LINEAR         |
| 138692 - | 2000 SV58              | 24 de setembre de 2000 | Socorro              | LINEAR         |
| 138693 - | 2000 ST59              | 24 de setembre de 2000 | Socorro              | LINEAR         |
| 138694 - | 2000 SV59              | 24 de setembre de 2000 | Socorro              | LINEAR         |
| 138695 - | 2000 SD60              | 24 de setembre de 2000 | Socorro              | LINEAR         |
| 138696 - | 2000 SB69              | 24 de setembre de 2000 | Socorro              | LINEAR         |
| 138697 - | 2000 ST69              | 24 de setembre de 2000 | Socorro              | LINEAR         |
| 138698 - | 2000 SQ76              | 24 de setembre de 2000 | Socorro              | LINEAR         |
| 138699 - | 2000 SL77              | 24 de setembre de 2000 | Socorro              | LINEAR         |
| 138700 - | 2000 SD79              | 24 de setembre de 2000 | Socorro              | LINEAR         |